# Ole Tietz
Ole Tietz (ur. 3 lutego 1987 w Lauchhammer) – niemiecki wioślarz.

## Osiągnięcia
- Mistrzostwa Świata – Poznań 2009 – ósemka wagi lekkiej – 6. miejsce[1].